# Salvatore Coco
Salvatore "Sal" Coco es un actor australiano de ascendencia italiana, conocido por haber interpretado a Con Bordino en la serie australiana Heartbreak High. 

## Biografía
Tiene una hermana llamada Cathy Coco.
Salvatore sale con Eleisha Vince.

## Carrera
En 1994 se unió al elenco principal de la primera temporada de la serie Heartbreak High donde interpretó a Costa "Con" Bordino hasta 1996.
Durante 1995 apareció en varios episodio de la serie policíaca Police Rescue donde interpretó al oficial Joe Cardillo hasta el final de la serie en 1999.
En 1999 apareció en dos episodios de la serie policíaca Water Rats donde interpretó a Alex Grenville. Anteriormente había aparecido por primera vez en la serie en 1997 donde interpretó a Michael Gallo durante el episodio "Dead or Alive".
En el 2003 apareció en varios episodios de la popular serie australiana Home and Away donde interpretó Dimitri Poulos, el hermano mayor de Alex Poulos y Leah Poulos. Salvatore regresó ala serie en el 2005 donde apareció en el episodio # 1.3997.
En el 2007 apareció en la serie médica All Saints donde dio vida a Tony Zammit y en la serie policíaca East West 101 donde interpretó a Beatty || episodio "Death at the Station".
En el 2010 se unió al elenco de la serie de drama y crimen Underbelly: The Golden Mile donde interpretó a Harry "Hammer" Hammoud, amigo del criminal John Ibrahim (Firass Dirani). Ese mismo año apareció como invitado en las series policíacas Cops: L.A.C., Sea Patrol y en Rescue Special Ops donde interpretó a Matty Conti.

## Filmografía

### Series de televisión
| Año         | Serie                                | Personaje              | Notas                                    |
| ----------- | ------------------------------------ | ---------------------- | ---------------------------------------- |
| 2016        | The Secret Daughter                  | Bruno Rossi            | 5 episodios                              |
| 2016        | Brock                                | Jack "Peanut" Freebody | 2 episodios - miniserie                  |
| 2016        | Hyde & Seek                          | Marty                  | episodio # 1.1                           |
| 2015        | The Principal                        | Frank Calabrisi        | 3 episodios                              |
| 2015        | Catching Milat                       | Det. Mark Camenzuli    | 2 episodios miniserie                    |
| 2010        | Cops: L.A.C.                         | William                | episodio "The Killer Wore Sneakers"      |
| 2010        | Rescue Special Ops                   | Matty Conti            | episodio "Shock Jock"                    |
| 2010        | Underbelly: The Golden Mile          | Harry "Hammer" Hammoud | 13 episodios                             |
| 2010        | Sea Patrol                           | Sergio Jamali          | episodio "Universal Donor"               |
| 2007        | East West 101                        | Beatty                 | episodio "Death at the Station"          |
| 2007        | All Saints                           | Tony Zammit            | episodio "Bad Blood"                     |
| 2003, 2005  | Home and Away                        | Dimitri Poulos         | 7 episodios                              |
| 2004        | Love My Way                          | Nick Papendrou         | 2 episodios                              |
| 2004        | Stingers                             | Vince Zamarto          | episodio "Random Harvest"                |
| 2003        | Bad Cop, Bad Cop                     | Jimmy (el griego)      | episodio "Yesterday's Zero"              |
| 2002        | Farscape                             | Voodi                  | episodio "I-Yensch, You-Yensch"          |
| 1999        | Water Rats                           | Alex Grenville         | 2 episodios                              |
| 1998        | Wildside                             | Mark Tolios            | 2 episodios                              |
| 1998        | A Difficult Woman                    | Valet                  | miniserie                                |
| 1997        | Spellbinder: Land of the Dragon Lord | Jimbo                  | 2 episodios                              |
| 1996        | Police Rescue                        | Joe Cardillo           | 9 episodios                              |
| 1996        | Pacific Drive                        | Nick Kelly             | -                                        |
| 1996        | Twisted Tales                        | Sam                    | episodio "Directly from My Heart to You" |
| 1994 - 1996 | Heartbreak High                      | Costa "Con" Bordino    | 71 episodios                             |
| 1992        | A Country Practice                   | Howie Scott            | episodio "The Contender: Part 1"         |
| 1991        | G.P.                                 | Dino Pascalini         | episodio "Rites of Passage"              |

### Películas
| Año  | Título                                          | Personaje        | Notas                                                                                             |
| ---- | ----------------------------------------------- | ---------------- | ------------------------------------------------------------------------------------------------- |
| 2015 | Damaged                                         | Guardia Reiner   | junto a Beau Brady, Kabir Singh, Dean Kyrwood, Tyler De Nawi, Alison McGirr y Richard Carwin      |
| 2013 | Depths                                          | Saverio          | corto - junto a Stephen Leeder y Tony Poli                                                        |
| 2011 | Ricky&Juliet                                    | Ricky            | corto - junto a Lucy Apoyan                                                                       |
| 2009 | A Model Daughter: The Killing of Caroline Byrne | Angelo Georgioli | junto a David Lyons, Cariba Heine, Gyton Grantley e Indiana Evans                                 |
| 2009 | The Neighbour                                   | -                | corto - junto a Sophie Cleary y Rick Cosnett                                                      |
| 2008 | The Informant                                   | Ian Lincoln      | junto a Colin Friels, Leeanna Walsman, Stepehn Curry, Matt Day, William McInnes y Charlie Hopkins |
| 2008 | Scorched                                        | Coordinador      | junto a Cameron Daddo, Georgie Parker, Vince Colosimo, Les Hill, Libby Tanner y Bobby Morley      |
| 2008 | The Sin Bleeder                                 | Sal              | cortometraje                                                                                      |
| 2007 | Almost                                          | Rocky Maldini    | junto a Tony Barry, Ada Nicodemou, Adriana Núñez y Danny Raco                                     |
| 2006 | The New Life                                    | Bee              | corto - junto a Gracie Otto, Kaja Trøa, Oliver Yacoubian y David Woodley                          |
| 2004 | BlackJack: Sweet Science                        | Mozz             | junto a Colin Friels, Vince Colosimo, Alex O'Loughlin, Anthony Hayes y Nash Edgerton              |
| 2002 | Diagnosis Narcolepsy                            | Taxista          | corto - junto a Scott Major, Erik Thomson y Lara Cox                                              |
| 2001 | South Pacific                                   | DeVito           | junto a Glenn Close, Harry Connick Jr., Natalie Mendoza, Steve Bastoni y Kimberley Davies         |
| 2000 | Bootmen                                         | Ricco            | junto a Vaughan Sheffield, Sam Worthington, Adam Garcia y William Zappa                           |
| 2000 | Walk the Talk                                   | Joey Grasso      | junto a Sacha Horler, Robert Coleby, David Franklin y Bille Brown                                 |
| 2000 | Looking for Alibrandi                           | Angelo Pezzini   | junto a Greta Scacchi, Anthony LaPaglia, Kick Gurry, Matthew Newton y Leeanna Walsman             |
| 1999 | Airtight                                        | Dimitri          | junto a Grayson McCouch, Andrew McFarlane, Tasma Walton, Marshall Napier y Danny Adcock           |
| 1999 | Two Hands                                       | Joven Hombre     | junto a Heath Ledger, Bryan Brown, David Field, Steven Vidler y Rose Byrne                        |
| 1997 | Heaven's Burning                                | Gullbuddin       | junto a Russell Crowe, Youki Kudoh, Ray Barrett, Robert Mammone y Anthony Phelan                  |
| 1992 | Big Ideas                                       | Ernesto          | junto a Peter Kowitz, Justin Rosniak, Geneviève Lemon, Silvio Ofria y Glenda Linscott             |

### Teatro
| Año  | Obra                         | Personaje | Director      | Teatro          | Notas                                                                                 |
| ---- | ---------------------------- | --------- | ------------- | --------------- | ------------------------------------------------------------------------------------- |
| 2008 | Alex and Eve                 | -         | Michael Block | Factory Theatre | junto a Michael Kazonis y Zoe Ventura                                                 |
| 2002 | Macbett                      | -         | Chris Burnham | Newtown Theatre | junto a Ada Nicodemou, Adriana Nunez, Michael Piccirilli y Ross Sharp                 |
| 2002 | The Truck                    | -         | Peter Sumner  | Newtown Theatre | junto a Mo Gething                                                                    |
| 2002 | Why Ronald McDonald Must Die | -         | Barrie Shyne  | Newtown Theatre | junto a Mo Gething, Michael McCall, Josephine Perricone, Matt Rainey y Bryce Youngman |